# Kurramitas

El líder del movimiento Khurramīyah, Babak Khorramdin era seguidor de al-Muqanná, un devoto zoroastriano y mazdeano.

Los khurramitas, kurramitas, jurramitas, o curramitas (en persa: خرمدینان‎Khorram-Dīnân, que significa «los de la religión gozosa») fueron un movimiento religioso y político iraní con raíces en el movimiento fundado por Mazdak. Un nombre alternativo para el movimiento es el de Muḥammira (en árabe: محمرة‎, "Los de rojo"; en persa: سرخ‌جامگان‎ Sorkh-Jâmagân), una referencia a su simbólica vestimenta roja..[cita requerida]
Se les considera los sucesores espirituales de los mazdakistas. Tras la conquista árabe del Imperio Sasánida, los jurramitas se convirtieron oficialmente al islam chií, pero sus críticos los acusaron de criptozoroastrismo. Todos los relatos antiguos y medievales sobre su movimiento describen una organización comunalista similar a la sociedad idealizada de Mazdak.
Los Qizilbash («Cabezas Rojas») del siglo XVI –un movimiento religioso y político del Azerbaiyán iraní que ayudó a establecer la Dinastía Safávida–  han sido descritos como «descendientes espirituales de los khurramitas».

## Orígenes e historia
La secta fue fundada en el siglo VIII d. C. por el clérigo persa Sunpadh y era una revitalización de una secta anterior que mezclaba el islam chiita[cita requerida] y el zoroastrismo. Con todo, lo que realmente les hizo reconocidos fue el que Bābak Khorramdin la adoptara como base para su rebelión en contra del califato abasí. 
La secta surgió como respuesta a la ejecución de Abu Muslim por parte de los abasíes; sus miembros negaban que hubiera muerto y afirmaban que regresaría como el mesías. Este mensaje fue reforzado por la aparición de un profeta llamado al-Muqanna (el Velado), quien aseguraba que el espíritu de Dios había existido en Mahoma, Alī y Abu Muslim.
Los khurramitas de Azerbaiyán estaban asociados con Javidhan, un terrateniente que dirigió uno de los dos movimientos khurramitas en Azerbaiyán (desde 807-808 hasta 816-817), con su sede en el Fuerte de Babak, cerca del Río Aras. El líder del otro movimiento khurramita era Abu Imran, que a menudo se enfrentaba con Javidhan. Durante uno de los enfrentamientos, probablemente en 816, Abu Imran fue derrotado y asesinado, y Javidhan fue herido y murió tres días después. Javidhan fue sucedido por su heredero, Babak Khorramdin, que se casó con la viuda de Javidhan. 
Bajo el liderazgo de Bābak, los khuramitas proclamaron la desintegración y redistribución de todas las grandes propiedades y el fin del despótico gobierno extranjero. Aprovechando la agitación creada por la guerra civil abasí, en 816 empezaron a atacar a las fuerzas musulmanas en Irán e Irak. La represión abasí de la rebelión llevó a la huida de miles de khurramitas a Bizancio, donde fueron recibidos por el emperador Teófilo y fueron enrolados en el ejército bizantino bajo su caudillo iraní, Teófobo.

### La rebelión de Babak
Bajo el liderazgo de Babak, los jurramitas proclamaron la división y redistribución de los grandes estados y el fin del gobierno despótico extranjero. En 816, aprovechando la agitación creada por la Guerra Civil Abasí (809-827), comenzaron a realizar ataques contra las fuerzas musulmanas en Irán e Irak.
Al-Tabari registró que Babak comenzó su revuelta en 816-817. Al principio, el Califa al-Ma'mun prestó poca atención al levantamiento debido a la dificultad de intervenir en el lejano Jorasán, el nombramiento de su sucesor y las acciones de al-Fadl ibn Sahl. Esas circunstancias allanaron el camino para Babak y sus partidarios. En 819-820, al-Ma'mun envió al general Yahya ibn Mu'adh ibn Muslim para luchar contra Babak, pero Babak salió invicto varias veces. Dos años después, Babak superó las fuerzas de Isa ibn Muhammad ibn Abi Khalid.
En 824-825, el califa envió a los generales Ahmad ibn al-Junayd y Zurayq ibn Ali ibn Sadaqa para sofocar la rebelión de Babak, pero Babak los derrotó y capturó Junayd. En 827-828, Muhammad ibn Humayd fue enviado para vencer a Babak y obtuvo varias victorias, pero, en 829, en la última batalla en Hashtadsar en 829, sus tropas fueron derrotadas por Babak.
Cuando al-Ma'mun murió en 833, había fracasado contra Babak, cuyas victorias sobre los generales árabes, según los historiadores árabes, estaban asociadas con la defensa del Fuerte de Babak, una inaccesible fortaleza en la cima de una montaña. Su influencia también se extendió a lo que hoy es Azerbaiyán "hacia el sur hasta cerca de Ardabīl y Marand, hacia el este hasta el Mar Caspio y el distrito de Šamāḵī y Šervān, hacia el norte hasta la estepa de Mūqān (Moḡān) y la orilla del Río Aras, hacia el oeste hasta los distritos de Jolfā, Naḵjavān y Marand".  
En 833, muchos hombres de Jebal, Hamadán e Isfahán se unieron al movimiento jurramita y se establecieron cerca de Hamadán. Al-Mutásim, el nuevo califa, envió tropas bajo el mando de Ishaq ibn Ibrahim ibn Mus'ab. Los jurramitas fueron derrotados en una batalla cerca de Hamadán. Según Al-Tabari y Ali ibn al-Athir, murieron 60.000 jurramitas.
En 835, Al-Mu'tasim envió a Haydhar ibn Kawus al-Afshin, un general de alto rango e hijo del príncipe vasallo de Osrushana, para derrotar a Babak. Al-Mu'tasim fijó un precio y unas concesiones para Afshin que eran inusualmente altas. Según Said Nafisi, Afshin logró atraer a los espías de Babak a su lado pagando mucho más que Babak. Cuando Afshin descubrió que Babak sabía que Afshin había enviado una gran cantidad de dinero a Bugha al-Kabir y se estaba preparando para atacar Bugha, utilizó esa información para presionar a Babak para que cooperara plenamente, logró que mataran a los camaradas de Babak y dejó que Babak huyera a Badd.  
Antes de la partida de Afshin, el califa había enviado un grupo bajo el mando de Abu Sa'id Muhammad para reconstruir los fuertes demolidos por Babak entre Zanjan y Ardabil. Los jurramitas, liderados por Mu'awiya, realizaron un ataque fallido contra los árabes que fue registrado por Al-Tabari como la primera derrota de Babak.
En el año 837, tuvo lugar en el Fuerte de Babak, la última batalla entre el Califato Abasí y los khurramitas, en la que los khurramitas fueron derrotados y Afshin tomó el Fuerte de Babak. Luego retirarse del Fuerte de Babak, Babak se dirigió a las cercanías del Río Araz. Su objetivo era unirse al Emperador Bizantino, reunir nuevas fuerzas y continuar la lucha. Así, se anunció que al-Mu'tasim daría una recompensa de dos millones de dirhams a quien entregara a Babak con vida. Sahl ibn Sumbat, un antiguo aliado de Babak, entregó a Babak a los abasíes y el 14 de marzo de 838, Babak fue ejecutado en la ciudad de Samira.  
La represión abasí de la rebelión provocó la huida de muchos miles de jurramitas a Bizancio, donde fueron recibidos por el Emperador Teófilo y se unieron al ejército bizantino bajo el mando de su líder iraní, Teófobo.  

## Creencias
Al-Muqaddasi menciona varios hechos. Observa que:
- "la base de su doctrina es la creencia en la luz y las tinieblas"; más específicamente, "el principio del universo es la Luz, de la cual una parte ha sido borrada y se ha convertido en Oscuridad";
- "Evitan cuidadosamente el derramamiento de sangre, excepto cuando enarbolan la bandera de la rebelión.";
- Están "extremadamente preocupados por la limpieza y la purificación, y por acercarse a las personas con amabilidad y beneficencia".
- Algunos "creían en el sexo libre, siempre y cuando las mujeres lo aceptaran, y también en la libertad de gozar de todos los placeres y de satisfacer las propias inclinaciones siempre que esto no suponga ningún daño para los demás"[17] (su nombre deriva con mayor frecuencia de la palabra persa khurram "feliz, alegre").[18]
- En cuanto a la variedad de creencias, creen que "los profetas, a pesar de la diferencia de sus leyes y sus religiones, constituyen un solo espíritu".[17];
- Naubakhti afirma que también creen en la reencarnación (metempsicosis) como el único tipo de vida y retribución después de la muerte, y en la cancelación de todas las prescripciones y obligaciones religiosas.
- Reverencian especialmente a Abu Muslim y sus imanes. En sus rituales, que son más bien simples, "buscan el mayor efecto sacramental del vino y las bebidas." En conjunto, fueron descritos por Al-Muqaddasi como "mazdeanos... que se esconden bajo la apariencia del islam ".

## Legado
Según el académico turco Abdülbaki Gölpınarlı, los Qizilbash («Pelirrojos») del siglo XVI —un movimiento religioso y político de Azerbaiyán que ayudó a establecer la dinastía safávida— eran «descendientes espirituales de los kurramitas».